# Cevallos (kanton)
Cevallos – kanton w prowincji Tungurahua, w Ekwadorze. Stolicą kantonu jest Cevallos.